# 데버러 카라 엉거
데버라 케라 엉거(Deborah Kara Unger, 영어 발음: /ˈkɛərə/, 1966년 5월 12일 ~ )는 캐나다의 배우이다.

## 출연 작품

### 영화
- 하이랜더 3 (1994)
- 크래쉬 (1996)
- 더 게임 (1997)
- 페이백 (1999)
- 허리케인 카터 (1999)
- 집행자 (2002)
- Paranoia 1.0 (2004)
- 화이트 노이즈 (2005)
- 사일런트 힐 (2006)
- 88분 (2007)
- 더 웨이 (2010)

### 비디오 게임
- 스타워즈: 구공화국 (2011)